# I Will Say Goodbye
I Will Say Goodbye es un álbum del pianista estadounidense jazz Bill Evans, grabado el 11, 12 y 13 de mayo de 1977 pero no lanzado hasta 1980 por el sello Fantasy. En los premios Grammy de 1981, el disco ganó en la categoría de mejor solo de jazz instrumental y We Will Meet Again (1979) por mejor álbum jazz instrumental. Scott Yanow del sitio Allmusic le dio cuatro estrellas de cinco y opinó positivamente.

## Lista de canciones
1. «I Will Say Goodbye» (Legrand) – 3:27
2. «Dolphin Dance» (Herbie Hancock) – 6:00
3. «Seascape» (Johnny Mandel) – 5:21
4. «Peau Douce» (Steve Swallow) – 4:15
5. «Nobody Else But Me» (Hammerstein II, Kern) – 5:04 Bonus track on CD reissue
6. «I Will Say Goodbye» [Take 2] (Legrand) – 4:47
7. «The Opener» (Bill Evans) – 6:09
8. «Quiet Light» (Earl Zindars) – 2:25
9. «A House Is Not a Home» (Bacharach, David) – 4:36
10. «Orson's Theme» (Legrand) – 3:47

- Fuente:[1]

## Posicionamiento
| Año  | Lista                 | Posición |
| ---- | --------------------- | -------- |
| 1980 | Billboard Jazz Albums | 37       |

## Personal
- Bill Evans - piano
- Eddie Gómez - contrabajo
- Eliot Zigmund - batería